# Newcastle United FC in het seizoen 1999/00
Dit artikel beschrijft de prestaties van de Engelse voetbalclub Newcastle United FC in het seizoen 1999–2000. Het was het zevende opeenvolgende seizoen dat de club uit Noord-Engeland uitkwam in de hoogste divisie van het Engelse profvoetbal, de Premier League.

## Premier League

### Wedstrijden
| №  | Datum      | Wedstrijd                              | Uitslag | Pos | P  |
| -- | ---------- | -------------------------------------- | ------- | --- | -- |
| 1  | 07.08.1999 | Newcastle United – Aston Villa         | 0–1     | 16  | 0  |
| 2  | 09.08.1999 | Tottenham Hotspur – Newcastle United   | 1–3     | 19  | 0  |
| 3  | 15.08.1999 | Southampton – Newcastle United         | 4–2     | 20  | 0  |
| 4  | 21.08.1999 | Newcastle United – Wimbledon           | 3–3     | 18  | 1  |
| 5  | 25.08.1999 | Newcastle United – Sunderland          | 1–2     | 19  | 1  |
| 6  | 30.08.1999 | Manchester United – Newcastle United   | 5–1     | 19  | 1  |
| 7  | 11.09.1999 | Chelsea – Newcastle United             | 1–0     | 19  | 1  |
| 8  | 19.09.1999 | Newcastle United – Sheffield Wednesday | 8–0     | 19  | 4  |
| 9  | 25.09.1999 | Leeds United – Newcastle United        | 3–2     | 19  | 4  |
| 10 | 03.10.1999 | Newcastle United – Middlesbrough       | 2–1     | 19  | 7  |
| 11 | 16.10.1999 | Coventry City – Newcastle United       | 4–1     | 19  | 7  |
| 12 | 25.10.1999 | Newcastle United – Derby County        | 2–0     | 17  | 10 |
| 13 | 30.10.1999 | Arsenal – Newcastle United             | 0–0     | 17  | 11 |
| 14 | 07.11.1999 | Newcastle United – Everton             | 1–1     | 16  | 12 |
| 15 | 20.11.1999 | Watford – Newcastle United             | 1–1     | 16  | 13 |
| 16 | 28.11.1999 | Newcastle United – Tottenham Hotspur   | 2–1     | 15  | 16 |
| 17 | 04.12.1999 | Aston Villa – Newcastle United         | 0–1     | 14  | 19 |
| 18 | 18.12.1999 | Bradford City – Newcastle United       | 2–0     | 15  | 19 |
| 19 | 26.12.1999 | Newcastle United – Liverpool           | 2–2     | 15  | 20 |
| 20 | 28.12.1999 | Leicester City – Newcastle United      | 1–2     | 14  | 23 |
| 21 | 03.01.2000 | Newcastle United – West Ham United     | 2–2     | 15  | 24 |
| 22 | 16.01.2000 | Newcastle United – Southampton         | 5–0     | 13  | 27 |
| 23 | 22.01.2000 | Wimbledon – Newcastle United           | 2–0     | 15  | 27 |
| 24 | 05.02.2000 | Sunderland – Newcastle United          | 2–2     | 13  | 28 |
| 25 | 12.02.2000 | Newcastle United – Manchester United   | 3–0     | 13  | 31 |
| 26 | 26.02.2000 | Sheffield Wednesday – Newcastle United | 0–2     | 12  | 34 |
| 27 | 04.03.2000 | Newcastle United – Chelsea             | 0–1     | 12  | 34 |
| 28 | 11.03.2000 | Newcastle United – Watford             | 1–0     | 12  | 37 |
| 29 | 19.03.2000 | Everton – Newcastle United             | 0–2     | 11  | 40 |
| 30 | 25.03.2000 | Liverpool – Newcastle United           | 2–1     | 11  | 40 |
| 31 | 01.04.2000 | Newcastle United – Bradford City       | 2–0     | 11  | 43 |
| 32 | 12.04.2000 | West Ham United – Newcastle United     | 2–1     | 10  | 43 |
| 33 | 15.04.2000 | Newcastle United – Leicester City      | 0–2     | 11  | 43 |
| 34 | 23.04.2000 | Newcastle United – Leeds United        | 2–2     | 12  | 44 |
| 35 | 29.04.2000 | Newcastle United – Coventry City       | 2–0     | 12  | 47 |
| 36 | 02.05.2000 | Middlesbrough – Newcastle United       | 2–2     | 12  | 48 |
| 37 | 06.05.2000 | Derby County – Newcastle United        | 0–0     | 12  | 49 |
| 38 | 14.05.2000 | Newcastle United – Arsenal             | 4–2     | 11  | 52 |

### Statistieken
Bijgaand een overzicht van de spelers die Newcastle United vertegenwoordigden in de Premier League in het seizoen 1999/00 en op de elfde plaats eindigden in de eindrangschikking.
| Naam               | Min.  | Duels | B  | Werd in het veld gebracht | Werd van het veld gehaald | Goal | Kreeg geel | Kreeg voor de tweede keer geel en dus rood | Weggestuurd |
| ------------------ | ----- | ----- | -- | ------------------------- | ------------------------- | ---- | ---------- | ------------------------------------------ | ----------- |
| Alan Shearer       | 3238' | 37    | 36 | 1                         | 0                         | 23   | 2          | 1                                          | 0           |
| Gary Speed         | 3240' | 36    | 36 | 0                         | 0                         | 9    | 6          | 0                                          | 0           |
| Warren Barton      | 2874' | 34    | 33 | 1                         | 2                         | 0    | 5          | 0                                          | 1           |
| Kieron Dyer        | 2334' | 30    | 27 | 3                         | 9                         | 3    | 1          | 0                                          | 0           |
| Rob Lee            | 2579' | 30    | 30 | 0                         | 9                         | 0    | 5          | 0                                          | 0           |
| Nolberto Solano    | 2507' | 30    | 29 | 1                         | 14                        | 3    | 6          | 0                                          | 0           |
| Nikolaos Dabizas   | 2525' | 29    | 29 | 0                         | 1                         | 4    | 6          | 0                                          | 1           |
| Didier Domi        | 1831' | 27    | 19 | 8                         | 4                         | 3    | 2          | 0                                          | 0           |
| Aaron Hughes       | 1992' | 27    | 22 | 5                         | 3                         | 2    | 0          | 0                                          | 0           |
| Duncan Ferguson    | 1537' | 22    | 17 | 5                         | 6                         | 6    | 1          | 0                                          | 0           |
| Kevin Gallacher    | 1230' | 20    | 15 | 5                         | 10                        | 2    | 0          | 0                                          | 0           |
| Temoeri Ketsbaia   | 1123' | 20    | 11 | 9                         | 8                         | 0    | 1          | 0                                          | 0           |
| Steve Harper       | 1620' | 18    | 18 | 0                         | 0                         | 0    | 0          | 0                                          | 0           |
| Alessandro Pistone | 1218' | 15    | 15 | 0                         | 2                         | 1    | 0          | 0                                          | 0           |
| Shay Given         | 1260' | 14    | 14 | 0                         | 0                         | 0    | 0          | 0                                          | 0           |
| Alain Goma         | 1196' | 14    | 14 | 0                         | 2                         | 0    | 4          | 0                                          | 0           |
| Silvio Maric       | 402'  | 13    | 3  | 10                        | 3                         | 0    | 0          | 0                                          | 0           |
| Marcelino          | 880'  | 11    | 10 | 1                         | 1                         | 0    | 2          | 0                                          | 0           |
| Paul Robinson      | 319'  | 11    | 2  | 9                         | 1                         | 0    | 0          | 0                                          | 0           |
| Steve Howey        | 693'  | 9     | 7  | 2                         | 0                         | 0    | 1          | 0                                          | 0           |
| Jamie McClen       | 304'  | 9     | 3  | 6                         | 1                         | 0    | 1          | 0                                          | 0           |
| Hélder             | 674'  | 8     | 8  | 0                         | 2                         | 1    | 2          | 0                                          | 0           |
| Franck Dumas       | 523'  | 6     | 6  | 0                         | 1                         | 0    | 1          | 0                                          | 0           |
| Diego Gavilán      | 212'  | 6     | 2  | 4                         | 2                         | 1    | 0          | 0                                          | 0           |
| Stephen Glass      | 170'  | 6     | 1  | 5                         | 0                         | 1    | 0          | 0                                          | 0           |
| Fumaca             | 139'  | 5     | 1  | 4                         | 1                         | 0    | 0          | 0                                          | 0           |
| Andy Griffin       | 95'   | 3     | 1  | 2                         | 0                         | 1    | 0          | 0                                          | 0           |
| John Karelse       | 270'  | 3     | 3  | 0                         | 0                         | 0    | 0          | 0                                          | 0           |
| Tommy Wright       | 270'  | 3     | 3  | 0                         | 0                         | 0    | 0          | 0                                          | 0           |
| David Beharall     | 46'   | 2     | 0  | 2                         | 0                         | 0    | 0          | 0                                          | 0           |
| Laurent Charvet    | 107'  | 2     | 1  | 1                         | 0                         | 0    | 0          | 0                                          | 0           |
| Carl Serrant       | 88'   | 2     | 2  | 0                         | 2                         | 0    | 0          | 0                                          | 0           |
|                    |       |       |    |                           |                           |      |            |                                            |             |
| Garry Brady        | 0     | 0     | 0  | 0                         | 0                         | 0    | 0          | 0                                          | 0           |
| Jonathan Brain     | 0     | 0     | 0  | 0                         | 0                         | 0    | 0          | 0                                          | 0           |
| Gary Caldwell      | 0     | 0     | 0  | 0                         | 0                         | 0    | 0          | 0                                          | 0           |
| Steven Caldwell    | 0     | 0     | 0  | 0                         | 0                         | 0    | 0          | 0                                          | 0           |
| Lucas Cominelli    | 0     | 0     | 0  | 0                         | 0                         | 0    | 0          | 0                                          | 0           |
| Derrick Hamilton   | 0     | 0     | 0  | 0                         | 0                         | 0    | 0          | 0                                          | 0           |
| Brian Kerr         | 0     | 0     | 0  | 0                         | 0                         | 0    | 0          | 0                                          | 0           |
| Paul Knight        | 0     | 0     | 0  | 0                         | 0                         | 0    | 0          | 0                                          | 0           |

## FA Cup

### Wedstrijden
| Ronde        | Datum      | Wedstrijd                            | Uitslag |
| ------------ | ---------- | ------------------------------------ | ------- |
| 3de ronde    | 12.12.1999 | Tottenham Hotspur – Newcastle United | 1–1     |
| 3de ronde    | 22.12.1999 | Newcastle United – Tottenham Hotspur | 6–1     |
| 4de ronde    | 08.01.2000 | Newcastle United – Sheffield United  | 4–1     |
| 5de ronde    | 31.01.2000 | Blackburn Rovers – Newcastle United  | 1–2     |
| Kwartfinale  | 20.02.2000 | Tranmere Rovers – Newcastle United   | 2–3     |
| Halve finale | 09.04.2000 | Newcastle United – Chelsea           | 1–2     |

## Football League Cup

### Wedstrijden
| Ronde     | Datum      | Wedstrijd                          | Uitslag |
| --------- | ---------- | ---------------------------------- | ------- |
| 3de ronde | 12.10.1999 | Birmingham City – Newcastle United | 2–0     |

## UEFA Cup

### Wedstrijden
| Ronde      | Datum      | Wedstrijd                     | Uitslag |
| ---------- | ---------- | ----------------------------- | ------- |
| 1ste ronde | 16.09.1999 | CSKA Sofia – Newcastle United | 0–2     |
| 1ste ronde | 30.09.1999 | Newcastle United – CSKA Sofia | 2–2     |
| 2de ronde  | 21.10.1999 | FC Zürich – Newcastle United  | 1–2     |
| 2de ronde  | 04.11.1999 | Newcastle United – FC Zürich  | 3–1     |
| 3de ronde  | 25.11.1999 | AS Roma – Newcastle United    | 1–0     |
| 3de ronde  | 09.12.1999 | Newcastle United – AS Roma    | 0–0     |

1992/93 · 
1993/94 · 
1994/95 · 
1995/96 · 
1996/97 · 
1997/98 · 
1998/99 · 
1999/00 · 
2000/01 · 
2001/02 · 
2002/03 · 
2003/04 · 
2004/05 · 
2005/06 · 
2006/07 · 
2007/08 · 
2008/09 · 
2009/10 · 
2010/11 · 
2011/12 · 
2012/13 · 
2013/14 · 
2014/15 · 
2015/16 · 
2016/17 · 
2017/18 ·
2018/19 ·
2019/20 ·
2020/21 ·
2021/22 ·
2022/23 ·
2023/24 ·
2024/25